# المحراس (المفلحي)

تعديل مصدري - تعديل

المحراس هي إحدى قرى عزلة المفلحي بمديرية المفلحي التابعة لمحافظة لحج، بلغ تعداد سكانها 243 نسمة حسب تعداد اليمن لعام 2004.